# 吉富町外一市中学校組合立吉富中学校
吉富町外一市中学校組合立吉富中学校（よしとみちょうほか いっしちゅうがっこうくみあいりつ よしとみちゅうがっこう）は、福岡県築上郡吉富町にある公立の中学校。
吉富町及び豊前市を構成団体とする組合によって運営されている。

## 概要
歴史
1947年（昭和22年）の学制改革により、新制中学校として創立。当初は吉富町と三毛門村の組合による運営であった。現校名になったのは1955年（昭和30年）。2022年（令和4年）には創立75周年を迎えた。
校歌
1948年（昭和23年）に制定。作詞は吉本弘（中津神社宮司）、作曲は森完二（中津扇城女学校教諭）による。歌詞は3番まであり、1番と3番の歌詞中に校名の「吉富の中学校」が登場する。
通学区域
- 吉富町立吉富小学校区
- 豊前市立三毛門小学校区

## 沿革
- 1947年（昭和22年）
  - 4月1日 - 学制改革（六・三制の実施）により、新制中学校「吉富町三毛門村組合立 吉富中学校」が創立。
  - 4月16日 - 吉富町立吉富小学校にて開校式・入学式を挙行。生徒361名・職員8名でのスタートであった。独立校舎が完成するまでの間、吉富町立吉富小学校および三毛門村立三毛門小学校にて分散授業を実施。
- 1948年（昭和23年）
  - 3月31日 - 青年学校が廃止される。
  - 10月 - 新校舎（第一期工事）が完成。生徒の半数を収容。
  - 10月15日 - 校歌を制定。
- 1949年（昭和24年）11月 - 新校舎（第二期工事）が完成。全ての生徒を収容。分散授業を終了。
- 1950年（昭和25年）11月 - 運動場が完成。運動場開きの際には、双葉山一行を迎え、大相撲が行われた。
- 1953年（昭和28年）4月 - 新校舎（第三期工事、特別教室等）が完成。
- 1955年（昭和30年）
  - 4月10日 - 三毛門村が宇島市に合併したため、「吉富町外一市中学校組合立 吉富中学校」（現校名）に改称。
  - 4月14日 - 宇島市が発足わずか4日で豊前市に改称。
- 1956年（昭和31年）3月 - 講堂が完成。
- 1960年（昭和35年）2月 - 学校給食を開始。
- 1962年（昭和37年）10月 - 運動場を拡張。
- 1972年（昭和47年）10月 - 気象観測施設を設置。
- 1974年（昭和49年）[1]8月 - 新校舎が完成。
- 1975年（昭和50年）12月 - 玄関前ロータリーが完成。
- 1977年（昭和52年）2月 - 校門が完成。
- 1978年（昭和53年）12月 - 柔剣道場が完成。
- 1980年（昭和55年）9月 - 運動場を拡張。
- 1982年（昭和57年）
  - 3月 - 体育館が完成。
  - 9月 - 運動場にナイター施設が完成。
- 1988年（昭和63年）
  - 2月 - 新柔剣道場が完成。
  - 12月 - プールが完成。
- 1991年（平成3年）3月 - パソコンを導入。
- 2010年（平成22年）8月 - 校舎耐震補強改修工事を完了。

## 部活動
運動部
- バスケットボール部
- バレーボール部
- サッカー部
- テニス部
- 野球部
- 柔道部
- 卓球部
- 剣道部

文化部
- 茶道部
- 吹奏楽部
- 美術部
- 手芸部
- 花道部

## 主な出身者
- 梅津志悠（柔道選手）
- 丸山翔大（プロ野球選手）

## 交通
最寄りの鉄道駅
- JR九州 日豊本線
  - 吉富駅 徒歩15分
  - 三毛門駅 徒歩15分

最寄りの幹線道路
- 大分県道・福岡県道113号中津豊前線 「吉富中学校前」交差点

## 周辺
- 佐井川

## 参考資料
- 「吉富町史」（吉富町, 1983年（昭和58年）3月15日発行）p.358-p.370 第六節 新しい教育の歩み
- 吉富町のあゆみ - 吉富町ウェブサイト

## 関連事項
- 福岡県中学校一覧